# Индекс качества городской среды
Индекс качества городской среды — инструмент для оценки качества материальной городской среды и условий её формирования для городов Российской Федерации, позволяющий использовать результаты оценки для создания рекомендаций по улучшению среды. Формируется раз в год Министерством строительства и жилищно-коммунального хозяйства РФ. Для корректного сравнения все города распределены на 10 групп по размеру и климатическим условиям.
Индекс был разработан в ноябре 2019 года Минстроем России при непосредственном участии ДОМ.РФ и КБ «Стрелка». Была проведена оценка 1114 и 1115 российских городов на основе данных 2018 и 2019 годов соответственно. Подсчёты велись согласно скорректированной методике, которая была утверждена Правительством Российской Федерации в 2019 году. Первоначально механизмы масштабного мониторинга были апробированы на примере 90 городов. Индекс качества за 2020 год будет рассчитан и обнародован весной 2021 года и охватит 1116 городов.
Результаты формирования Индекса на практике используются в реализации положений Указа Президента РФ «О национальных целях и стратегических задачах развития Российской Федерации на период до 2024 года», национального проекта «Жильё и городская среда», в части определения размера денежных средств из федерального бюджета бюджетам субъектов РФ на поддержку госпрограмм субъектов Российской Федерации и муниципальных программ в сфере градостроительства и ЖКХ.

## Система оценки
При разработке методики оценки качества городской среды составители индекса руководствовались международным опытом, обращались к многочисленным исследованиям в области оценки городских территорий и попыткам приведения систем к единой структуре.
При отборе и формировании итогового набора индикаторов учитывались действующие общепризнанные международные документы в вопросах формирования комфортной городской среды, в том числе новая программа ООН по населённым пунктам — 2030 (UN Habitat agenda 2030), Resilient City Policies, сформулированная специалистами ОЭСР.
Города Российской Федерации разнообразны как по своему размеру (количеству жителей), так и по климатическим условиям. Для учёта этих особенностей и корректной оценки все города при формировании рейтинга индекса делятся на группы. Это: крупнейшие (от 1 млн человек), крупные (250 тыс. −1 млн человек.), большие (100—250 тыс. человек), средние (50-100 тыс. человек), малые: 25-50 (25-50 тыс. человек), малые: 5-25 и малые: до 5. Помимо этого в некоторых группах присутствует разделение городов на две подгруппы по климатическим условиям. При отнесении города к той или иной группе учитываются два показателя: географическое положение города (неизменный показатель) и численность населения города (обновляется ежегодно по данным Госкомстата).
Индекс формируется на основе оценки шести типов городских пространств в соответствии с шестью критериями качества городской среды. Эта оценка подразумевает выделение для каждого типа пространства по каждому из критериев одного ключевого индикатора. В итоге складывается матрица оценки из 36 индикаторов.
Поскольку качество городской среды не является простой суммой качества жилья, улиц, озеленения, инфраструктуры и прочего и требует оценки также по индикаторам, значения которых рассчитываются совокупно на весь город, к отдельным типам пространств в матрице добавляется и общегородское пространство, номинально объединяющее в себе все остальные. Такой подход призван сделать расчёт индекса максимально полным, достоверным и эффективным.
Суть методики в том, чтобы перевести восприятие городской среды в измеряемую метрику.

## Все индикаторы индекса
|                                                               | Безопасность | Комфортность | Экологичность и здоровье | Идентичность и разнообразие | Современность и актуальность среды | Эффективность управления |
| ------------------------------------------------------------- | --- | --- | --- | --- | --- | --- |
| Жильё и прилегающие пространства                              | Доля площади многоквартирных домов, признанных аварийными, в общей площади многоквартирных домов (%)                  | Доля площади жилых помещений, оборудованных одновременно водопроводом, водоотведением (канализацией), отоплением, горячим водоснабжением, газом или напольными электрическими плитами, в общей площади жилых помещений | Доля твёрдых коммунальных отходов, направленных на обработку и утилизацию, в общем объёме образованных и вывезенных твёрдых коммунальных отходов (%)         | Разнообразие жилой застройки (безразмерный коэффициент) | Разнообразие услуг в жилой зоне (%) | Доля многоквартирных домов, расположенных на земельных участках, в отношении которых осуществлён государственный кадастровый учёт, в общем количестве многоквартирных домов (%) |
| Озеленённые пространства                                      | Доля озеленённых территорий общего пользования в общей площади зелёных насаждений (%)                                 | Уровень озеленения (%) | Состояние зелёных насаждений (безразмерный коэффициент) | Привлекательность озеленённых территорий (ед./кв. км) | Разнообразие услуг на озеленённых территориях (ед./кв. км) | Доля населения, имеющего доступ к озеленённым территориям общего пользования (городские леса, парки, сады и др.), в общей численности населения (%)                             |
| Общественно-деловая инфраструктура и прилегающие пространства | Доля освещённых частей улиц, проездов, набережных на конец года в общей протяжённости улиц, проездов, набережных (%)  | Разнообразие услуг в общественно-деловых районах города (%) | Доля площади города, убираемая механизированным способом, в общей площади города (%)                                                                         | Концентрация объектов культурного наследия (ед./га) | Уровень развития общественно-деловых районов города (ед./га) | Уровень внешнего оформления городского пространства (%) |
| Социально-досуговая инфраструктура и прилегающие пространства | Безопасность передвижения вблизи учреждений здравоохранения, образования, культуры и спорта (ед./кв. км)              | Разнообразие культурно-досуговой и спортивной инфраструктуры (безразмерный коэффициент) | Обеспеченность спортивной инфраструктурой (%) | Доля объектов культурного наследия, в которых размещаются объекты социально-досуговой инфраструктуры, в общем количестве объектов культурного наследия (%) | Доля сервисов, способствующих повышению комфортности жизни маломобильных групп населения, в количестве таких сервисов, предусмотренных правовым актом Минстроя России (%) | Доля детей в возрасте 1-6 лет, состоящих на учёте для определения в дошкольные образовательные учреждения, в общей численности детей в возрасте 1-6 лет (%)                     |
|                                                               | 26 | 58 | 65 | 23 | 14 | 78 |
| Улично-дорожная сеть                                          | Доля погибших в дорожно-транспортных происшествиях (%)                                                                | Доля общей протяжённости улиц, обеспеченных ливневой канализацией (подземными водостоками), в общей протяжённости улиц, проездов, набережных (%)                                                                       | Загруженность дорог (безразмерный коэффициент) | Количество улиц с развитой сферой услуг (ед.) | Индекс пешеходной доступности (безразмерный коэффициент) | Уровень доступности городской среды для инвалидов и иных маломобильных групп населения (%)                                                                                      |
| Общегородское пространство                                    | Количество дорожно-транспортных происшествий по отношению к численности населения в городе (безразмерный коэффициент) | Доступность остановок общественного транспорта (%) | Доля городского населения, обеспеченного качественной питьевой водой из систем централизованного водоснабжения, в общей численности городского населения (%) | Количество центров притяжения для населения (ед.) | Доля населения, работающего в непроизводственном секторе экономики, в общей численности работающего населения (%)                                                         | Доля граждан в возрасте старше 14 лет, вовлечённых в принятие решений по вопросам городского развития, в общей численности городского населения в возрасте старше 14 лет (%)    |

## Этапы формирования индекса
Расчёт индекса проводится в несколько последовательных этапов. На начальном этапе формирования индекса производится сбор данных и расчёт значений индикаторов индекса, на следующем этапе города разбиваются на размерно-климатические группы, далее внутри каждой размерно-климатической группы городов формируется индивидуальная 10-балльная шкала, закрепляющая максимальные и минимальные значения индикаторов, соответствующие определённому баллу, на завершающем этапе баллы городов суммируются, формируя окончательный числовой показатель.
Для формирования индекса используются следующие источники информации: государственная статистика, данные геоинформационных систем и дистанционного зондирования территорий.
Индекс города рассчитывается как сумма баллов по всем 36 индикаторам, оцениваемым по шкале от 0 до 10. Совокупный индекс города измеряется по шкале от 0 до 360 баллов. В зависимости от итогового балла определяется качество городской среды. Таким образом, города могут набрать максимум 360 баллов. Соответственно, неблагоприятная городская среда определяется при индексе города в диапазоне от 0 до 180 баллов. Благоприятная городская среда — когда индекс города находится в диапазоне от 181 до 360 баллов.
Расчёт же индекса для субъектов Российской Федерации производится путём определения среднего значения индексов городов конкретного субъекта Российской Федерации среди всех размерных и размерно-климатических групп.

## Результаты

### 2018 год
По итогам анализа 1114 городов в 2018 году балла, соответствующего благоприятной городской среде (от 181 до 360), достигли 23 %, или 256 российских городов. Самый высокий средний балл — у крупных городов с населением от 250 тысяч до 1 миллиона человек (186 баллов), а самый высокий показатель — у Москвы, город набрал 276 баллов. Оценка городов производилась по совокупному анализу данных — 19 показателей из 36 базовых взяты из открытых источников, данные ещё 17 были подсчитаны вручную на основе статистики, предоставленной регионами.

### 2019 год
По итогам анализа 1115 городов в 2019 году количество городов с благоприятной средой увеличилось и составило 299 из 1115 (26,9 %). Среднее значение индекса качества городской среды по Российской Федерации достигло 169 баллов при плановом показателе 166 баллов.

#### Показатели по некоторым городам
| Номер группы | Размерно-климатическая группа                                                                                     | Всего городов в группе | Лучшие города (индекс)                                                                                        | Худшие города (индекс)                                                                            |
| ------------ | --- | ---------------------- | --- | ------------------------------------------------------------------------------------------------- |
| 01           | Крупнейшие города с численностью населения от 1 млн человек, находящиеся в условно комфортном климате             | 15                     | 1. Москва (283), 2. Санкт-Петербург (243), 3. Казань (201), 4. Нижний Новгород (193), 5. Ростов-на-Дону (193) | 11. Челябинск (161), 12. Волгоград (159), 13. Самара (159), 14. Новосибирск (158), 15. Омск (106) |
| 02           | Крупные города с численностью населения от 250 тыс. до 1 млн человек, находящиеся в условно комфортном климате    | 59                     | 1. Грозный (223), 2. Сочи (219), 3. Тюмень (219), 4. Белгород (218), 5. Химки (217)                           | 55. Курск (160), 56. Симферополь (160), 57. Архангельск (153), 58. Улан-Удэ (151), 59. Чита (148) |
| 03           | Большие города с численностью населения от 100 тыс. до 250 тыс. человек, находящиеся в условно комфортном климате | 87                     | 1. Реутов (261), 2. Одинцово (233), 3. Красногорск (230), 4. Великий Новгород (228), 5. Мытищи (227)          | 83. Элиста (143), 84. Артём (138), 85. Назрань (138), 86. Шахты (132), 87. Новошахтинск (122)     |

### 2020 год

#### Показатели по некоторым городам
| Номер группы | Размерно-климатическая группа                                                                                     | Всего городов в группе | Лучшие города (индекс)                                                                                        | Худшие города (индекс)                                                                                  |
| ------------ | --- | ---------------------- | --- | --- |
| 01           | Крупнейшие города с численностью населения от 1 млн человек, находящиеся в условно комфортном климате             | 15                     | 1. Москва (288), 2. Санкт-Петербург (249), 3. Казань (204), 4. Нижний Новгород (201), 5. Ростов-на-Дону (200) | 11. Челябинск (170), 12. Самара (168), 13. Новосибирск (166), 14. Волгоград (159), 15. Омск (113)       |
| 02           | Крупные города с численностью населения от 250 тыс. до 1 млн человек, находящиеся в условно комфортном климате    | 59                     | 1. Тюмень (225), 2. Сочи (225), 3. Грозный (225), 4. Краснодар (223), 5. Белгород (222)                       | 55. Нижний Тагил (172), 56. Курган (167), 57. Курск (166), 58. Симферополь (164), 59. Архангельск (157) |
| 03           | Большие города с численностью населения от 100 тыс. до 250 тыс. человек, находящиеся в условно комфортном климате | 87                     | 1. Реутов (264), 2. Великий Новгород (240), 3. Красногорск (238), 4. Ханты-Мансийск (232), 5. Одинцово (232)  | 83. Элиста (152), 84. Кызыл (148), 85. Шахты (146), 86. Артём (138), 87. Новошахтинск (131)             |

### 2021 год

#### Показатели по некоторым городам
| Номер группы | Размерно-климатическая группа                                                                                     | Всего городов в группе | Лучшие города (индекс)                                                                                        | Худшие города (индекс)                                                                               |
| ------------ | --- | ---------------------- | --- | --- |
| 01           | Крупнейшие города с численностью населения от 1 млн человек, находящиеся в условно комфортном климате             | 15                     | 1. Москва (293), 2. Санкт-Петербург (256), 3. Казань (210), 4. Нижний Новгород (209), 5. Ростов-на-Дону (208) | 11. Воронеж (184), 12. Челябинск (183), 13. Самара (172), 14. Волгоград (163), 15. Омск (127)        |
| 02           | Крупные города с численностью населения от 250 тыс. до 1 млн человек, находящиеся в условно комфортном климате    | 59                     | 1. Тюмень (233), 2. Грозный (233), 3. Сочи (229), 4. Ярославль (228), 5. Белгород (226)                       | 55. Махачкала (178), 56. Курган (175), 57. Архангельск (174), 58. Симферополь (171), 59. Курск (170) |
| 03           | Большие города с численностью населения от 100 тыс. до 250 тыс. человек, находящиеся в условно комфортном климате | 87                     | 1. Реутов (268), 2. Долгопрудный (243), 3. Великий Новгород (241), 4. Люберцы (241), 5. Красногорск (240)     | 83. Прокопьевск (157), 84. Назрань (153), 85. Кызыл (152), 86. Артём (149), 87. Новошахтинск (139)   |

### 2022 год

#### Показатели по некоторым городам
| Номер группы | Размерно-климатическая группа                                                                                     | Всего городов в группе | Лучшие города (индекс)                                                                                        | Худшие города (индекс)                                                                                    |
| ------------ | --- | ---------------------- | --- | --- |
| 01           | Крупнейшие города с численностью населения от 1 млн человек, находящиеся в условно комфортном климате             | 15                     | 1. Москва (299), 2. Санкт-Петербург (264), 3. Казань (216), 4. Нижний Новгород (214), 5. Ростов-на-Дону (212) | 11. Красноярск (201), 12. Воронеж (198), 13. Самара (188), 14. Волгоград (173), 15. Омск (154)            |
| 02           | Крупные города с численностью населения от 250 тыс. до 1 млн человек, находящиеся в условно комфортном климате    | 59                     | 1. Грозный (241), 2. Мытищи (241), 3. Тюмень (240), 4. Сочи (235), 5. Белгород (235)                          | 55. Улан-Удэ (185), 56. Курск (180), 57. Архангельск (180), 58. Нижний Тагил (179), 59. Симферополь (178) |
| 03           | Большие города с численностью населения от 100 тыс. до 250 тыс. человек, находящиеся в условно комфортном климате | 87                     | 1. Реутов (268), 2. Великий Новгород (253), 3. Красногорск (252), 4. Люберцы (252), 5. Долгопрудный (247)     | 83. Артём (168), 84. Шахты (164), 85. Кызыл (159), 86. Назрань (158), 87. Новошахтинск (154)              |

## Цели
Согласно планам и задачам Минстроя России к 2024 году среднее значение индекса должно быть увеличено на 30 % (до 212 баллов), в два раза должно быть увеличено число городов с благоприятной городской средой (до 676 городов).